# Phytomyza pulchra
Phytomyza pulchra este o specie de muște din genul Phytomyza, familia Agromyzidae, descrisă de Friedrich Georg Hendel în anul 1920.
Este endemică în Germania. Conform Catalogue of Life specia Phytomyza pulchra nu are subspecii cunoscute.